# Lijst van kerken in Antwerpen (stad)
Deze lijst van kerken in Antwerpen geeft per deelgemeente de belangrijkste kerken en kapellen van de Belgische stad Antwerpen. Tenzij anders vermeld zijn ze alle rooms-katholiek.

## Antwerpen
| Naam                                     | Postcode           | Adres                         | Soort           | Opmerking                              |
| ---------------------------------------- | ------------------ | ----------------------------- | --------------- | -------------------------------------- |
| Onze-Lieve-Vrouwekathedraal              | 2000 - Centrum     | Groenplaats 21                | Kathedraal      | Rooms-Katholiek                        |
| Sint-Andrieskerk                         | 2000 - Centrum     | Sint-Andriesstraat 7          | Parochiekerk    | Rooms-Katholiek                        |
| Sint-Carolus Borromeuskerk               | 2000 - Centrum     | Hendrik Conscienceplein 6     | Parochiekerk    | Rooms-Katholiek                        |
| Sint-Jacobskerk                          | 2000 - Centrum     | Sint-Jacobsstraat 2           | Parochiekerk    | Rooms-Katholiek                        |
| Sint-Pauluskerk                          | 2000 - Centrum     | Veemarkt 26                   | Parochiekerk    | Rooms-Katholiek                        |
| Sint-Joriskerk                           | 2000 - Centrum     | Mechelseplein 93              | Parochiekerk    | Rooms-Katholiek                        |
| Sint-Walburgiskerk                       | 2000 - Centrum     | Volkstraat 41                 | Parochiekerk    | Rooms-Katholiek                        |
| Sint-Michiel-en-Sint-Petruskerk          | 2000 - Centrum     | Amerikalei 165                | Parochiekerk    | Rooms-Katholiek                        |
| Onze-Lieve-Vrouw van Gratiekerk          | 2000 - Centrum     | Frankrijklei 89               | Jezuïetenkerk   | Rooms-Katholiek                        |
| Sint-Franciscuskerk                      | 2000 - Centrum     | Korte Winkelstraat 1          | Kapucijnenkerk  | Rooms-Katholiek                        |
| Sint-Catharinakerk                       | 2000 - Centrum     | Rodestraat 39                 | Begijnhofkerk   | Rooms-Katholiek                        |
| Sint-Antonius van Paduakerk              | 2000 - Centrum     | Paardemarkt 109               | Parochiekerk    | Gemengd                                |
| Boodschap van de Moeder Godskerk         | 2000 - Centrum     | Jan van Gentstraat 5          | Parochiekerk    | Grieks-Orthodox                        |
| Vrije Evangelische Gemeente              | 2000 - Centrum     | Karel Rogierstraat 8          |                 | Protestants                            |
| De Brabantse Olijfberg                   | 2000 - Centrum     | Lange Winkelstraat 5          | Parochiekerk    | Protestants                            |
| Sint-Augustinuskerk                      | 2000 - Centrum     | Kammenstraat 81               | Augustijnenkerk | Ontwijd (1973), AMUZ                   |
| Noorse Zeemanskerk                       | 2000 - Centrum     | Italiëlei 8                   | Zeemanskerk     | Ontwijd (2014), HAVN                   |
| Sint-Annakapel                           | 2000 - Centrum     | Keizerstraat 23               | Kapel           | Rooms-Katholiek                        |
| Onze-Lieve-Vrouw Geboortekapel           | 2000 - Centrum     | Schoenmarkt 8                 | Kapel           | Rooms-Katholiek                        |
| Bourgondische kapel                      | 2000 - Centrum     | Markgravestraat 17            | Kapel           | Rooms-Katholiek                        |
| Geboorte Moeder Godskapel                | 2000 - Centrum     | Sint-Jaconsmarkt 15           | Kapel           | Roemeens-Orthodox                      |
| Sint-Elisabethsgasthuiskapel             | 2000 - Centrum     | Lange Gasthuisstraat 45       | Kapel           | Ontwijd, Elzenveld                     |
| Sint-Julianusgasthuiskapel               | 2000 - Centrum     | Hoogstraat 70-72              | Kapel           | Ontwijd, De Zwarte Panter              |
| Sint-Annakapel                           | 2000 - Centrum     | Korte Nieuwstraat 22          | Kapel           | Ontwijd, Caribbean Inn                 |
| Kapucinessenkloosterkapel                | 2000 - Centrum     | Sint-Rochusstraat 43          | Kapel           | Ontwijd (2001), Tropisch instituut     |
| Grauwzusterskloosterkapel                | 2000 - Centrum     | Lange Sint-Annastraat 7-9     | Kapel           | Ontwijd (2000), Universiteit Antwerpen |
| Sint-Laurentiuskerk                      | 2018 - Zuid        | Van Schoonbekestraat 186      | Parochiekerk    | Rooms-Katholiek                        |
| Heilige Geestkerk                        | 2018 - Zuid        | Mechelsesteenweg 133-135      | Parochiekerk    | Rooms-Katholiek                        |
| Sint-Norbertuskerk                       | 2018 - Zuid        | Dageraadplaats 5              | Parochiekerk    | Rooms-Katholiek                        |
| Sint-Jan-Baptistkerk                     | 2018 - Zuid        | Lange Elzenstraat 79          | Parochiekerk    | Rooms-Katholiek                        |
| Sint-Jozefskerk                          | 2018 - Zuid        | Loosplaats 2                  | Parochiekerk    | Russisch-Orthodox (2004)               |
| Sint-Bonifaciuskerk                      | 2018 - Zuid        | Grétrystraat 39               | Parochiekerk    | Anglicaans                             |
| Christusgemeente                         | 2018 - Zuid        | Bexstraat 13                  |                 | Protestants                            |
| De Wijngaard                             | 2018 - Zuid        | Sanderusstraat 77             |                 | Protestants                            |
| Adventkerk                               | 2018 - Zuid        | Lange Lozanastraat 36         |                 | Zevendedags Adventisten                |
| Sint-Dominicuskerk                       | 2018 - Zuid        | Provinciestraat 112           | Dominicanenkerk | Ontwijd (2002), Kievitsnest            |
| Priorij van het Allerheiligste Sacrament | 2018 - Zuid        | Hemelstraat 21-23             | Kapel           | Rooms-Katholiek (Pius X)               |
| Kapel van het Militair Hospitaal         | 2018 - Zuid        | Paradeplein 1                 | Kapel           | Ontwijd, The Jane                      |
| Sint-Bernarduskerk                       | 2020 - Kiel        | Abdijstraat 124               | Parochiekerk    | Rooms-Katholiek                        |
| Sint-Catharinakerk                       | 2020 - Kiel        | Sint-Catharinaplein 1         | Parochiekerk    | Rooms-Katholiek                        |
| Christus Koningkerk                      | 2020 - Kiel        | Jan De Voslei 6               | Parochiekerk    | Rooms-Katholiek                        |
| Onze-Lieve-Vrouw-Boodschapskerk          | 2030 - Luchtbal    | Canadalaan 176-178            | Parochiekerk    | Rooms-Katholiek                        |
| Sint-Jozefskerk                          | 2030 - Luchtbal    | Houtdok-Noordkaai 25          | Kerkschip       | Rooms-Katholiek                        |
| Sint-Anna-ten-Drieënkerk                 | 2050 - Linkeroever | Hanegraefstraat 5             | Parochiekerk    | Multifunctioneel                       |
| Baptistenkerk                            | 2050 - Linkeroever | Heer van Bergenstraat 1-3     | Parochiekerk    | Protestants                            |
| Sint-Lucaskerk                           | 2050 - Linkeroever | Ernest Claesstraat 5          | Parochiekerk    | Rooms-Katholiek                        |
| Sint-Amanduskerk                         | 2060 - Noord       | Van Kerckhovenstraat 35       | Parochiekerk    | Rooms-Katholiek                        |
| Sint-Eligiuskerk                         | 2060 - Noord       | Van Helmontstraat 26          | Parochiekerk    | Rooms-Katholiek                        |
| Sint-Willibrorduskerk                    | 2060 - Noord       | Kerkstraat 89                 | Parochiekerk    | Rooms-Katholiek                        |
| Sint-Lambertuskerk                       | 2060 - Noord       | Lange Lobroekstraat 202-204   | Parochiekerk    | Rooms-Katholiek                        |
| Heilig Hartkerk                          | 2060 - Noord       | Lange Beeldekensstraat 18-22  | Parochiekerk    | Gemengd                                |
| Don Boscokapel                           | 2060 - Noord       | Lange Stuivenbergstraat 72-74 | Kapel           | Rooms-Katholiek                        |
| Franciscanessenkloosterkapel             | 2060 - Noord       | Lange Kongostraat 21          | Kapel           | Ontwijd (1982), Leeg                   |

## Berchem
- Sint-Hubertuskerk
- Sint-Willibrorduskerk
- Heilige Drievuldigheidskerk
- Heilig-Sacramentskerk
- Sint-Theresiakerk
- De Verrezen Heer
- Onze-Lieve-Vrouw Middelareskerk
- Basiliek van het Heilig Hart

## Berendrecht-Zandvliet-Lillo
- Sint-Jan Baptistkerk (in Berendrecht)
- Sint-Benedictuskerk (in Lillo)
- Sint-Gertrudiskerk (in Zandvliet)

## Borgerhout
- Heilige Familie en Sint-Cornelius
- Onze-Lieve-Vrouw-ter-Sneeuw
- Sint-Janskerk
- Sint-Annakerk
- Onze-Lieve-Vrouw van het Heilig Hartkerk
- Xaveriuscollege (Borgerhout) - Wikipedia

## Borsbeek
- Sint-Jacobuskerk
- Sint-Jan Berchmanskerk

## Deurne
- Sint-Fredeganduskerk
- Sint-Rochuskerk
- Heilig Hartkerk
- Sint-Jozefskerk
- Heilige-Familiekerk
- Blijde Boodschapkerk
- Sint-Rumolduskerk
- Pius X-kerk
- Onze-Lieve-Vrouw van Altijddurende Bijstandkerk
- Sint-Pauluskerk
- Sint-Bernadettekerk
- Evangelisch Centrum (Christelijke Gereformeerde Kerk)

## Ekeren
- Sint-Lambertuskerk
- Sint-Vincentius a Paulokerk
- Onze-Lieve-Vrouw van Altijddurende Bijstandkerk
- Sint-Theresiakerk
- Sint-Laurentiuskerk
- Mariakapel

## Hoboken
- Heilige-Familiekerk
- Sint-Jozefskerk
- Heilig Hartkerk
- Onze-Lieve-Vrouw-Geboortekerk

## Merksem
- Sint-Bartholomeuskerk
- Sint-Franciscuskerk
- Heilig Sacramentskerk
- Sint-Jozefskerk
- Onze-Lieve-Vrouw van Zeven Smartenkerk
- DEGPA (Duitstalige Evangelisch-Lutherse kerk)

## Wilrijk
- Sint-Bavokerk
- Pius X-kerk
- Onze-Lieve-Vrouw van de Rozenkranskerk
- Sint-Jan Evangelistkerk
- Parochiekerk Sint-Jan Maria Vianney